# Grande Prêmio do Canadá de 2015
O Grande Prêmio do Canadá de 2015 (formalmente denominado Formula 1 Grand Prix du Canada 2015) foi uma corrida de Fórmula 1 disputada em 7 de junho de 2015 no Circuito Gilles Villeneuve, em Montreal, Canadá. Foi a sétima etapa da temporada de 2015.
A chuva forte ocorreu na segunda sessão de treinos livres na sexta-feira, que tinha começado a cair no circuito, e os pilotos se recolheram aos boxes.

## Pneus
| Nome do composto | Cor | Banda de rolamento | Condições de Tempo | Dry Type                           | Aderência      | Longevidade   |
| ---------------- | --- | ------------------ | ------------------ | ---------------------------------- | -------------- | ------------- |
| Super Macio      |     | Slick (P Zero)     | Seco               | Supersoft                          | Mais aderência | Menos durável |
| Macio            |     | Slick (P Zero)     | Seco               | Soft                               | Médio          | Médio         |
| Intermediário    |     | Sulcos (Cinturato) | Molhado            | Intermediate (água não estagnante) | x              | x             |
| Chuva            |     | Sulcos (Cinturato) | Molhado            | Wet (água estagnante)              | x              | x             |

## Resultados

### Treino Classificatório
| Pos.                     | Nº | Piloto           | Construtor             | Q1        | Q2       | Q3       | Grid |
| ------------------------ | -- | ---------------- | ---------------------- | --------- | -------- | -------- | ---- |
| 1                        | 44 | Lewis Hamilton   | Mercedes               | 1:15.895  | 1:14.661 | 1:14.393 | 1    |
| 2                        | 6  | Nico Rosberg     | Mercedes               | 1:15.893  | 1:14.673 | 1:14.702 | 2    |
| 3                        | 7  | Kimi Räikkönen   | Ferrari                | 1:16.259  | 1:15.348 | 1:15.014 | 3    |
| 4                        | 77 | Valtteri Bottas  | Williams-Mercedes      | 1:16.552  | 1:15.506 | 1:15.102 | 4    |
| 5                        | 8  | Romain Grosjean  | Lotus-Mercedes         | 1:15.833  | 1:15.187 | 1:15.194 | 5    |
| 6                        | 13 | Pastor Maldonado | Lotus-Mercedes         | 1:16.098  | 1:15.622 | 1:15.329 | 6    |
| 7                        | 27 | Nico Hülkenberg  | Force India-Mercedes   | 1:16.186  | 1:15.706 | 1:15.614 | 7    |
| 8                        | 26 | Daniil Kvyat     | Red Bull-Renault       | 1:16.415  | 1:15.891 | 1:16.079 | 8    |
| 9                        | 3  | Daniel Ricciardo | Red Bull-Renault       | 1:16.410  | 1:16.006 | 1:16.114 | 9    |
| 10                       | 11 | Sergio Pérez     | Force India-Mercedes   | 1:16.827  | 1:15.974 | 1:16.338 | 10   |
| 11                       | 55 | Carlos Sainz Jr. | Toro Rosso-Renault     | 1:16.611  | 1:16.042 |          | 11   |
| 12                       | 33 | Max Verstappen   | Toro Rosso-Renault     | 1:16.361  | 1:16.245 |          | 191  |
| 13                       | 9  | Marcus Ericsson  | Sauber-Ferrari         | 1:16.796  | 1:16.262 |          | 12   |
| 14                       | 14 | Fernando Alonso  | McLaren-Honda          | 1:17.012  | 1:16.276 |          | 13   |
| 15                       | 12 | Felipe Nasr      | Sauber-Ferrari         | 1:16.968  | 1:16.620 |          | 14   |
| 16                       | 5  | Sebastian Vettel | Ferrari                | 1:17.344  |          |          | 183  |
| 17                       | 19 | Felipe Massa     | Williams-Mercedes      | 1:17.886  |          |          | 15   |
| 18                       | 98 | Roberto Merhi    | Manor Marussia-Ferrari | 1:19.133  |          |          | 16   |
| 19                       | 28 | Will Stevens     | Manor Marussia-Ferrari | 1:19.157  |          |          | 17   |
| Tempo dos 107%: 1:21.141 |    |                  |                        |           |          |          |      |
| 20                       | 22 | Jenson Button    | McLaren-Honda          | Sem tempo |          |          | Box2 |
| Fonte:                   |    |                  |                        |           |          |          |      |

Notas
- ↑1  – Max Verstappen perderá quinze posições do grid (cinco posições por causar uma colisão na corrida anterior e mais dez posições por usar o seu quinto motor da temporada).
- ↑2  – Jenson Button não participou do treino classificatório e, por isso, terá que largar dos boxes.
- ↑3  – Sebastian Vettel foi punido em razão de um incidente no 3º treino livre que havia ultrapassado um carro da Manor Marussia sob bandeira vermelha.

### Corrida
| Pos.   | Nu. | Piloto           | Construtor             | Voltas | Tempo/Retirado | Grid | Pontos |
| ------ | --- | ---------------- | ---------------------- | ------ | -------------- | ---- | ------ |
| 1      | 44  | Lewis Hamilton   | Mercedes               | 70     | 1:31:53.145    | 1    | 25     |
| 2      | 6   | Nico Rosberg     | Mercedes               | 70     | +2.200         | 2    | 18     |
| 3      | 77  | Valtteri Bottas  | Williams-Mercedes      | 70     | +40.600        | 4    | 15     |
| 4      | 7   | Kimi Räikkönen   | Ferrari                | 70     | +45.600        | 3    | 12     |
| 5      | 5   | Sebastian Vettel | Ferrari                | 70     | +49.900        | 18   | 10     |
| 6      | 19  | Felipe Massa     | Williams-Mercedes      | 70     | +56.300        | 15   | 8      |
| 7      | 13  | Pastor Maldonado | Lotus-Mercedes         | 70     | +1:06.600      | 6    | 6      |
| 8      | 27  | Nico Hülkenberg  | Force India-Mercedes   | 69     | +1 volta       | 7    | 4      |
| 9      | 26  | Daniil Kvyat     | Red Bull-Renault       | 69     | +1 volta       | 8    | 2      |
| 10     | 8   | Romain Grosjean  | Lotus-Mercedes         | 69     | +1 volta       | 5    | 1      |
| 11     | 11  | Sergio Pérez     | Force India-Mercedes   | 69     | +1 volta       | 10   |        |
| 12     | 55  | Carlos Sainz Jr. | Toro Rosso-Renault     | 69     | +1 volta       | 11   |        |
| 13     | 3   | Daniel Ricciardo | Red Bull-Renault       | 69     | +1 volta       | 9    |        |
| 14     | 9   | Marcus Ericsson  | Sauber-Ferrari         | 69     | +1 volta       | 12   |        |
| 15     | 33  | Max Verstappen   | Toro Rosso-Renault     | 69     | +1 volta       | 19   |        |
| 16     | 12  | Felipe Nasr      | Sauber-Ferrari         | 68     | +2 voltas      | 14   |        |
| 17     | 28  | Will Stevens     | Manor Marussia-Ferrari | 66     | +4 voltas      | 17   |        |
| Ret    | 98  | Roberto Merhi    | Manor Marussia-Ferrari | 63     | -              | 16   |        |
| Ret    | 22  | Jenson Button    | McLaren-Honda          | 58     | -              | 20   |        |
| Ret    | 14  | Fernando Alonso  | McLaren-Honda          | 46     | Motor          | 13   |        |
| Fonte: |     |                  |                        |        |                |      |        |

## Tabela do campeonato após a corrida
Somente as cinco primeiras posições estão incluídas nas tabelas.
| Pos | Piloto           | Pontos | Var |
| --- | ---------------- | ------ | --- |
| 1   | Lewis Hamilton   | 151    | 0   |
| 2   | Nico Rosberg     | 134    | 0   |
| 3   | Sebastian Vettel | 108    | 0   |
| 4   | Kimi Räikkönen   | 72     | 0   |
| 5   | Valtteri Bottas  | 57     | 0   |

| Pos | Construtor        | Pontos | Var |
| --- | ----------------- | ------ | --- |
| 1   | Mercedes          | 285    | 0   |
| 2   | Ferrari           | 180    | 0   |
| 3   | Williams-Mercedes | 104    | 0   |
| 4   | Red Bull-Renault  | 54     | 0   |
| 5   | Lotus-Mercedes    | 23     | 1   |